# Molophilus subochraceus
Molophilus subochraceus là một loài ruồi trong họ Limoniidae. Chúng phân bố ở miền Cổ bắc.